# توكاتينيب
توكاتينيب(Tucatinib)، يُباع تحت الإسم التجاري توكيسا(Tukysa )، و هو دواء يستخدم لعلاج سرطان الثدي الإيجابي HER2.  تحديدا في الحالات الموضعية و لكن المتقدمة أو التي انتشرت إلى أجزاء أخرى من الجسم. يوصف مع كابيسيتابين و تراستوزوماب عندما لا تنجح العلاجات الأخرى. و يؤخذ عن طريق الفم.
تشمل الآثار الجانبية الشائعة لهذا العقار على: الإسهال و الغثيان و التعب و التهاب الفم و مشاكل الكبد و الطفح الجلدي.  حيث يُعرف الطفح الجلدي الذي قد يحدث بإسم خلل الكريات الحمر الراحية الأخمصية .  أما استخدامه أثناء فترة الحمل فقد يضر الجنين.  و هو مثبط التيروزين كيناز لمستقبل عامل نمو البشرة البشري 2 (HER2).
تمت الموافقة على استخدامه طبيًا في كل الولايات المتحدة و أستراليا في عام 2020،   و في أوروبا في عام 2021.  و في الولايات المتحدة تبلغ التكلفة حوالي 21000 دولار أمريكي شهريًا اعتبارًا من عام 2021. 